# Комон (Жиронда)
Комон (фр. Caumont) насеље је и општина у југозападној Француској у региону Аквитанија, у департману Жиронда која припада префектури Лангон.
По подацима из 2011. године у општини је живело 157 становника, а густина насељености је износила 20,71 становника/km². Општина се простире на површини од 7,58 km². Налази се на средњој надморској висини од 73 метара (максималној 108 m, а минималној 37 m).

## Демографија
| 1962. | 1968. | 1975. | 1982. | 1990. | 1999. | 2011. |
| ----- | ----- | ----- | ----- | ----- | ----- | ----- |
| 195   | 204   | 146   | 143   | 138   | 122   | 157   |

График промене броја становника у току последњих година